# Tappa
Pour le style musical indien, voir Tappâ.
Le Castellu di Tappa est un site préhistorique de la culture torréenne, situé à l'ouest de Porto-Vecchio et à l'est de Sotta, en Corse-du-Sud.

## Historique
Le site a été fouillé en 1960-1961 par Roger Grosjean. Le site a inscrit au titre des monuments historiques par arrêté du 10 avril 2019, rectifié par arrêté du 30 avril 2019, puis classé le 26 mars 2021.

## Description
Le castellu a été édifié sur une petite colline à 60 m d'altitude comportant deux chaos rocheux naturels. L'enceinte à double parement et appareil en pierre sèche délimite un espace d'environ 350 m2. Le castellu comportait trois « torre » à l'origine mais deux furent détruites par des carriers dans les années 1950. L'unique torra restante est arasée : la partie visible correspond au rez-de-chaussée. Elle mesure 11 m de diamètre extérieur. On accède à la salle du rez-de-chaussée par un escalier d'environ 1 m de hauteur. La salle comporte trois niches. Les marches d'un escalier en colimaçon qui permettait d’accéder à l'étage supérieur sont encore visibles. Selon Grosjean, le plafond de la salle devait être couvert par un plafond en bois.
La fouille a révélé la présence de nombreux foyers et la couche archéologique comportait des fragments d'une céramique à fond plat légèrement décorée. La datation au radiocarbone des charbons de bois découvert lors des fouilles, dans la couche archéologique de la salle et au niveau des fondations, correspond à deux périodes différentes une première datation autour de 1907 av. J.-C. +/- 100 ans et une seconde datation autour de 2218 av. J.-C. +/- 110 ans. Elles indiquent que le site fut occupé dès le Néolithique mais le castellu fut édifié au cours de l'Âge du bronze ancien à moyen.